# Jos Hermans (handschriftkundige)
Joseph Maria Martinus Hermans (Maastricht, 30 maart 1949 – Groningen, 27 juli 2007) was een Nederlands boekwetenschapper en handschriftkundige.
Sinds 1976 was Hermans verbonden aan de Rijksuniversiteit Groningen. Van 1995 tot zijn dood in 2007 was hij aan deze universiteit bijzonder hoogleraar Westerse handschriftkunde en boekwetenschap. De codicoloog (handschriftkundige) Hermans studeerde in Nijmegen, Rome, Parijs en Cambridge. Hij promoveerde in 1987 op Boeken in Groningen voor 1600. Studies rond de librije van de Sint-Maarten. Hij stond aan de wieg van de sinds 1984 jaarlijks plaatsvindende codicologendagen en bestudeerde de uit de bibliotheek van de Sint Bernardusabdij, het Cisterciënzerklooster in Aduard afkomstige boeken en handschriften. Ook de restanten van de kloosterbibliotheken van Thesinge, Selwerd en Feldwerd hadden zijn aandacht. In een middeleeuws gebedenboek uit Selwerd ontdekte Hermans dat de nogal bizarre, verder alleen in België en Duitsland vereerde, heilige Ontkommer ook in Groningen werd vereerd.
Prof. dr. Jos. M.M. Hermans overleed in 2007 op 58-jarige leeftijd. In 2009 werd Hermans'  bibliotheek geveild in Deventer. In 2012 verscheen een liber amicorum te zijner gedachtenis.